# Hemsleya
Hemsleya es un género con 39 especies de plantas con flores perteneciente a la familia Cucurbitaceae. 

## Especies seleccionadas
| - Hemsleya amabilis - Hemsleya brevipetiolata - Hemsleya carnosiflora - Hemsleya changningensis | - Hemsleya chengyihana - Hemsleya chinensis - Hemsleya cissiformis - Hemsleya clavata' |